# Comuna de Aleksandrów
Aleksandrów (polaco: Gmina Aleksandrów) é uma gminy (comuna) na Polónia, na voivodia de Lodz e no condado de Piotrkowski. A sede do condado é a cidade de Aleksandrów.
De acordo com os censos de 2004, a comuna tem 4576 habitantes, com uma densidade 31,8 hab/km².

## Área
Estende-se por uma área de 144,02 km², incluindo:
- área agricola: 61%
- área florestal: 32%

## Demografia
Dados de 30 de Junho 2004:
|                      | Total   | Total | Mulheres | Mulheres | Homens  | Homens |
| -------------------- | ------- | ----- | -------- | -------- | ------- | ------ |
|                      | pessoas | %     | pessoas  | %        | pessoas | %      |
| População            | 4576    | 100   | 2325     | 50,8     | 2251    | 49,2   |
| Densidade (pop./km²) | 31,8    | 100   | 16,1     | 16,1     | 15,6    | 15,6   |

De acordo com dados de 2002, o rendimento médio per capita ascendia a 1326,92 zł.

## Subdivisões
- Aleksandrów
- Borowiec
- Brzezie
- Ciechomin
- Dąbrowa nad Czarną
- Dąbrówka
- Dębowa Góra
- Dębowa Góra Kolonia
- Jaksonek
- Janikowice
- Justynów
- Kalinków
- Kamocka Wola
- Kawęczyn
- Kotuszów
- Marianów
- Niewierszyn
- Nowy Reczków
- Ostrów
- Rożenek
- Skotniki
- Sieczka
- Siucice
- Siucice Kolonia
- Stara
- Stara Kolonia
- Szarbsko
- Taraska
- Wacławów
- Włodzimierzów
- Wolica
- Wólka Skotnicka

## Comunas vizinhas
- Mniszków, Paradyż, Przedbórz, Ręczno, Sulejów, Żarnów